# Orquestra Mendoza
L'Orquestra Mendoza va ser un conjunt de ball de Figueres que, en formacions d'orquestra i de cobla, estigué actiu entre els anys 1934 i 1947.

## Història
L'orquestra va ser fundada per músics vinculats al "Casino Menestral Figuerenc", integrants del conjunt "Boys of Cuba" i va ser donada d'alta l'1 de gener del 1934 al registre de la "Mútua del Sindicat de Música de Girona". Amb un perfil més jazzístic que els Boys..., s'estrenà amb actuacions a Figueres i Elna; la dirigia en Francesc Lunati, i l'integraven els músics Miquel Varela, Esteve Pallach (a qui substituiria al cap de poc en Miquel Mayoral), Antoni Vidal i Joaquim Marcos, als qui s'afegiren Miquel i Josep Pagès, Josep Núñez, Amat Blanch, Delfí Suñer i Jou, Ferran Jofre, Modest Puig, Ramon Basil i Josep Calvet. Durant la guerra la formació es traslladà a la Catalunya del Nord i en portaren la batuta en Francesc Lunati i, sembla que posteriorment, el compositor Josep Carbó; en la seva estada a terres gavatxes, l'orquestra s'integrà a l'espectacle Les amis de la France, que entre 1936 i 1937 va fer gires pel sud de França. A la primavera del 1937 l'orquestra era formada per Frederic Lunati (piano i direcció), Joaquim Marcos (bateria), Delfí Sunyer (contrabaix), Josep Núñez (trombó), Tomas Grau i Ferran Jofre (trompetes), Jaume Chirivella (o Xiribella), Adolf Teixidor i Miquel Varela (saxòfons).
Posteriorment a la contesa militar, l'orquestra reprengué el seu funcionament el 1940-1941 amb Francesc Basil a la direcció musical i Esteve Pallach de representant, i consta que la "Mendoza" feu actuacions a les Festes de Sant Martirià de Banyoles dels anys 1941 i 1942. A la temporada 1943-1944 el representant de la formació era n'Arseni Cordellas i a la "cobla-orquestra Mendoza" hi tocaven -entre d'altres- Miquel Varela i Agapit Torrent, tenores, Josep Blanch i Reynal i Josep Genís, fiscorns, i Amadeu Puntí i Jordà, Francesc Basil i Josep Maymí.

## Músics
- Josep Núñez Soler,[5] flabiol.
- Frederic Lunati, piano, representant i director (1934-1939)
- Josep Carbó i Vidal, director
- Arseni Corsellas i Perxés, tenora i director (1943-1947)
- Miquel Varela i Burch, tenora i saxòfon (1934-1937, 1940-1945)[n 2]
- Esteve Pallach i Terrades, saxòfon, tible i representant (1934-1943)
- Joaquim Marcos Pinadell, bateria, fiscorn i cantant (1934-1943)
- Ferran Jofre i Solés, trompeta (1934-1937)[n 3]
- Amat Blanch i Reynalt (1934-1936)[n 4]
- Antoni Vidal, trompeta (1934)
- Josep Pagès, saxòfon (1934-1936)
- Miquel Pagès 1936
- Jaume Chirivella (o Xiribella), saxòfon i tible (1937)[n 5]
- Tomàs Grau i Balmaña, trompeta (1937)[n 6]
- Josep Núñez Soler, trombó (1937)
- Delfí Suñer i Jou, contrabaix (1937)[n 7]
- Adolf Teixidor, saxòfon (1937)
- Ramon Basil i Burjó (1866-1938)
- Joan Brunet, trompeta (1941-1942)
- Josep Calvet (1941-1942)[n 8]
- Pere Falgarona i Salellas, trompeta (1941-1942)
- Ferran Vives, tible (1941-1942)
- Josep Blanch i Reynalt, fiscorn (1943-1945)
- Josep Genís i Dalmau, fiscorn (1943-1944)[n 9]
- Josep Maymí (1943-1944), trompeta[n 10]
- Amadeu Puntí i Jordà (1943-1944)
- Francesc Basil i Oliveras, flabiol, piano i arranjador musical (-1945)
- Jaume Esteve i Homs (anys 40)
- Joan Falgarona Canadell (anys 40)[n 11]
- Agapit Torrent i Batlle, tenora (anys 40)
- Joaquim Carbonell (anys 40)
- Lluís Cairó i Soms (anys 40), músic i dissenyador dels cartells de l'orquestra[n 12]
- Vicenç Ferrer (anys 40)[n 13]
- Camil·la Lloret (anys 40)
- Gabriel Pallissera (anys 40)[n 14]
- Joaquim Pujol (anys 40)
- Miquel Mayoral
- Modest Puig